# Мадалена Гонзага
Мадалена Гонзага (на италиански: Maddalena Gonzaga; * 10 юли 1472, Мантуа, Маркграфство Мантуа; † 8 август 1490, Пезаро, Папска държава) от рода Гонзага, е графиня на Пезаро.

## Произход
Тя е дъщеря на Федерико I Гонзага (* 1441, † 1484), маркграф на Мантуа, и на съпругата му Маргарета Баварска (* 1442, † 1479) от фамилията Вителсбахи. Нейни дядо и баба по бащина линия са маркграф Лудовико III Гонзага и Барбара фон Бранденбург от рода Хоенцолерн, а по майчина – херцог Албрехт III от Херцогство Бавария-Мюнхен и съпругата му Агнес от Брауншвайг-Грубенхаген-Айнбек. Има трима братя и две сестри:
- Клара (* 1464, † 1503), графиня на Монпансие като съпруга на Жилбер дьо Бурбон-Монпансие
- Франческо II (* 1466, † 1519), 4-ти маркграф на Мантуа, съпруг на Изабела д’Есте
- Сиджизмондо (* 1469, † 1523), кардинал от 1505, епископ на Мантуа от 1511
- Елизабета (* 1471, † 1526), херцогиня на Урбино като съпруга на Гуидобалдо да Монтефелтро
- Джовани (* 1474, † 1525), маркграф на Весковато и родоначалник на кадетския клон Гонзага ди Весковато, съпруг на Лаура Бентивольо

## Биография
Мадалена живее с братята и сестрите си в двореца Порто Мантовано в Мантуа и именно там през 1483 г. те са посетени от Лоренцо Великолепни. Учители на Мадалена и на сестра ѝ Елизабета – твърде малки, за да бъдат приети в училището на Джовани Марио Филелфо, са първо Кристофоро де Франки, а след това Коломбино Веронезе (с чието име е свързано мантуанското издание на „Божествена комедия“).

Рано осиротява напълно и от 1484 г. расте при големия си брат Франческо II, новия херцог на Мантуа, женен за Изабела д’Есте.
Мадалена се омъжва на 27 октомври 1489 г. за Джовани Сфорца (* 5 юли 1466, † 27 юли 1510), господар на Пезаро и на Градара (1489 – 1550 и 1503 – 1510), незаконен син на Костанцо I Сфорца, когото той наследява през същата година при липса на законно потомство. Бракът скрепява съюза между двете семейства, които вече са се виждали като съюзници в други случаи: Федерико I Гонзага, бащата на Мадалена, винаги е поддържал промиланска политика, започната още от Лудовико III Гонзага, дядо ѝ по бащина линия.
Съюзът веднага изглежда успешен: няколко месеца след сватбата Мадалена забременява. Бременността обаче завършва с трудно раждане и младата жена умира през 1490 г. при раждане на 18-годишна възраст. Съпругът ѝ се жени повторно на 12 юни 1493 г. за Лукреция Борджия.